# Boštjan Cesar
Boštjan Cesar (ur. 9 lipca 1982 w Lublanie) – słoweński piłkarz grający na pozycji środkowego obrońcy.

## Kariera klubowa
Cesar urodził się w stolicy Słowenii Lublanie, jednak piłkarską karierę zaczynał w małym klubie NK Croatia Sesvete z przedmieść chorwackiego Zagrzebia. W klubie tym zadebiutował w drugiej lidze w sezonie 2000/2001. Pokazał swój nieprzeciętny talent i szybko zainteresowano się nim w stołecznym Dinamie i już latem 2001 Cesar stał się zawodnikiem najbardziej utytułowanego klubu w kraju. W barwach Dinama zadebiutował w 1. kolejce ligowej, 28 lipca w wygranym 4:2 wyjazdowym meczu z TŠK Topolovac. Jednak w Dinamie miał pewne problemy z wejściem do pierwszego składu i w dalszej części sezonu często był tylko rezerwowym. W pierwszym sezonie gry zdobył Puchar Chorwacji, jednak w obu finałowych meczach z Varteksem Varaždin nie zagrał. W kolejnym sezonie 2002/2003 Cesar zdobył swój pierwszy i jedyny tytuł mistrza Chorwacji, mając w tym dość nikły udział – rozegrał 11 meczów ligowych. W kolejnym sezonie także zagrał w 11 meczach, jednak jego Dinamo nie obroniło tytułu mistrza kraju zostając wicemistrzem na rzecz odwiecznego rywala Hajduka Split. Latem 2004 nowy trener Dinama Đuro Bago nie widział dla Cesara miejsca w składzie i ten został wypożyczony do słoweńskiej Olimpiji Lublana, w której spędził pół roku, a na wiosnę był już ponownie piłkarzem klubu z Zagrzebia, w którym rozgrywając 11 meczów i zdobywając 1 bramkę (swoją pierwszą ligową w karierze), a Dinamo zajęło dopiero 7. miejsce w lidze, co było uznawane za wielką porażkę tego klubu, ale Cesara uznano za jednego z tych piłkarzy, który nie zawiódł.
Wydawało się, iż na kolejny sezon Boštjan będzie dalej zawodnikiem Dinama (rozegrał nawet 5 ligowych meczów zdobywając 2 gole), jednak tuż przed zamknięciem letniego okna transferowego przeszedł za 2,5 miliona euro do francuskiego Olympique Marsylia. W OM zadebiutował w 7. kolejce Ligue 1 w wygranym 2:1 meczu z Troyes AC. W marsylskim klubie konkurencja w obronie była jednak ogromna, wystarczy wymienić takie nazwiska jak Jérôme Bonnissel, Taye Taiwo, Frédéric Déhu czy Abdoulaye Meïté, ale Cesar wywalczył miejsce w pierwszej drużynie, a pod koniec sezonu odniósł ciężką kontuzję głowy, która wyeliminowała go z gry na kilka miesięcy. Rozegrał 17 meczów w lidze i dostał aż 7 żółtych kartek, będąc jednym z najostrzej grających obrońców w Ligue 1. Olympique zajęło 5. miejsce w lidze kwalifikując się do Pucharu Intertoto. Po kontuzji Cesar powrócił dopiero na mecz Pucharu Intertoto z Dnipro Dniepropietrowsk (2:2), po którym Marsylia awansowała do Pucharu UEFA. W Pucharze UEFA wystąpił we wszystkich 4 meczach swojej drużyny – z BSC Young Boys oraz FK Mlada Boleslav, po których marsylczycy niespodziewanie odpadli z Pucharu. Na koniec sezonu wywalczył wicemistrzostwo Francji.
Latem 2007 Cesar został wypożyczony do West Bromwich, grającego w Football League Championship. W styczniu 2009 podpisał kontrakt z francuskim Grenoble Foot 38, a latem 2010 odszedł do włoskiego Chievo Werona.
| Sezon   | Klub               | Kraj      | Rozgrywki                              | Mecze | Bramki |
| ------- | ------------------ | --------- | -------------------------------------- | ----- | ------ |
| 2000/01 | Croatia Sesvete    | Chorwacja | druga liga Chorwacji                   | ?     | ?      |
| 2001/02 | Dinamo Zagrzeb     | Chorwacja | Prva HNL                               | 18    | 0      |
| 2002/03 | Dinamo Zagrzeb     | Chorwacja | Prva HNL                               | 11    | 0      |
| 2003/04 | Dinamo Zagrzeb     | Chorwacja | Prva HNL                               | 11    | 0      |
| 2004/05 | Olimpija Lublana   | Słowenia  | PrvaLiga Telekom Slovenije             | 9     | 0      |
| 2004/05 | Dinamo Zagrzeb     | Chorwacja | Prva HNL                               | 11    | 1      |
| 2005/06 | Dinamo Zagrzeb     | Chorwacja | Prva HNL                               | 5     | 2      |
| 2005/06 | Olympique Marsylia | Francja   | Ligue 1                                | 17    | 0      |
| 2006/07 | Olympique Marsylia | Francja   | Ligue 1                                | 7     | 0      |
| 2007/08 | West Bromwich      | Anglia    | Championship                           | 20    | 1      |
| 2008/09 | Olympique Marsylia | Francja   | Ligue 1                                | 0     | 0      |
| 2008/09 | Grenoble Foot 38   | Francja   | Ligue 1                                | 15    | 1      |
| 2009/10 | Grenoble Foot 38   | Francja   | Ligue 1                                | 25    | 0      |
| 2010/11 | Chievo             | Włochy    | Serie A                                | 32    | 3      |
| 2011/12 | Chievo             | Włochy    | Serie A                                | 29    | 0      |
| 2012/13 | Chievo             | Włochy    | Serie A                                | 22    | 0      |
| 2013/14 | Chievo             | Włochy    | Serie A                                | 32    | 1      |
| 2014/15 | Chievo             | Włochy    | Serie A                                | 28    | 0      |
| 2015/16 | Chievo             | Włochy    | Serie A                                | 31    | 1      |
| 2016/17 | Chievo             | Włochy    | Serie A                                | 17    | 1      |
| 2017/18 | Chievo             | Włochy    | Serie A                                | 10    | 0      |
| 2018/19 | Chievo             | Włochy    | Serie A                                | 14    | 1      |
| 2019/20 | Chievo             | Włochy    | Serie B                                | 14    | 0      |
|         |                    |           | Łącznie w Prva HNL                     | 56    | 3      |
|         |                    |           | Łącznie w PrvaLiga Telekom Slovenije   | 9     | 0      |
|         |                    |           | Łącznie w Ligue 1                      | 64    | 1      |
|         |                    |           | Łącznie w Football League Championship | 20    | 1      |

## Kariera reprezentacyjna
W reprezentacji Słowenii Cesar zadebiutował za kadencji selekcjonera Bojana Prašnikara – 12 lutego 2003 roku w przegranym 1:5 towarzyskim meczu z reprezentacją Szwajcarii. Był to jego jedyny mecz w kadrze w tamtym roku. Do reprezentacji powrócił 9 października 2004 roku na mecz z reprezentacją Włoch w ramach kwalifikacji do Mistrzostw Świata w Niemczech. Cesar wszedł na boisku w 76. minucie spotkania zastępując Željko Mitrakovicia, a w 82. minucie zdobył strzałem głową jedynego gola w tym spotkaniu stając się bohaterem spotkania. Od tego czasu stał się podstawowym zawodnikiem reprezentacji Słowenii i u selekcjonera Branko Oblaka był pewniakiem do gry w pierwszej jedenastce. Podobnie było, gdy w 2007 roku kadrę objął Matjaž Kek. W 2010 roku Cesar wystąpił na Mistrzostwach Świata w RPA.